# أنشلوس
آنشلوس (بالألمانية: Anschluss أو Anschluß ) هي عملية عسكرية سلمية ضمت بموجبها جمهورية النمسا إلى ألمانيا على يد الحكومة النازية في 12 مارس 1938. لقي هذا الضم ترحيباً كبيراً من غالبية النمساويين حينها في عهد مستشار النمسا أرتور زايس إنكفارت. وبقيت النمسا جزءاً من ألمانيا حتى نهاية الحرب العالمية الثانية ضمن الساحة الأوروبيّة في 8 مايو 1945.
كانت الكلمة الألمانية تُكتَب Anschluß، واستمر ذلك حتى الإصلاح الإملائي الألماني عام 1996، وكانت تُعرف أيضًا باسم «ضم النمسا» (بالألمانية: Anschluss Österreichs).
سُبِقت عملية الآنشلوس، بتأييد شعبي قوي لقيام الاتحاد بين البلدين من جميع الخلفيات -وليس فقط النازيين- في كل من النمسا وألمانيا. وشكلت الرغبة في الاتحاد جزءًا لا يتجزأ من الحركة النازية «العودة إلى الرايخ» (بالألمانية: Heim ins Reich) التي هدفت لحشد الألمان العرقيين خارج ألمانيا النازية ضمن ألمانيا الكبرى. في وقت سابق، قدمت ألمانيا النازية الدعم للحزب الوطني الاشتراكي النمساوي (الحزب النازي النمساوي) في محاولة منها لانتزاع السلطة من حكومة الجبهة الوطنية النمساوية.
بدأ ظهور فكرة الآنشلوس (وحدة النمسا وألمانيا التي ستشكل «ألمانيا العظمى») بعد استبعاد «حركة توحيد ألمانيا» للنمسا والنمساويين الألمان من الإمبراطورية الألمانية الواقعة تحت هيمنة بروسيا في عام 1871. في أعقاب نهاية الحرب العالمية الأولى ومع سقوط الإمبراطورية النمساوية المجرية، في عام 1918، حاولت جمهورية ألمانيا النمساوية المتشكلة حديثًا تكوين اتحاد مع ألمانيا، لكن منعت معاهدة سان جرمان (10 سبتمبر 1919) إلى جانب معاهدة فرساي (28 يونيو 1919) تشكيل الاتحاد، ومنعت أيضًا الاستمرار باستخدام اسم «الدولة الألمانية النمساوية» (بالألمانية: Deutschösterreich) ؛ وجُرِّدت النمسا من بعض أراضيها، مثل إقليم السوديت (بالألمانية: Sudetenland).

## خلفية تاريخية
شكَّلت فكرة حشد جميع الألمان ضمن دولة واحدة موضع نقاش في القرن التاسع عشر منذ تفكك الإمبراطورية الرومانية المقدسة في عام 1806 وحتى انهيار الاتحاد الألماني في عام 1866. أرادت النمسا الحل الألماني الكبير (بالألمانية: Großdeutsche Lösung)، حيث تتحد بموجبه الدول الألمانية تحت قيادة النمساويين الألمان (هابسبورغ). شمل هذا الحل جميع الدول الألمانية (بما في ذلك المناطق غير الألمانية من النمسا)، لكن وجب على بروسيا أن تحتل المرتبة الثانية. سيطر هذا الجدل، الذي سُمِّي بالازدواجية، على الدبلوماسية النمساوية البروسية  وسياسة الولايات الألمانية في منتصف القرن التاسع عشر.
في عام 1866، انتهى النزاع أخيرًا خلال الحرب الألمانية بهزيمة النمساويين على يد البروسيين الذين طردوا النمسا والنمساويين الألمان خارج ألمانيا. عمل السياسيّ المحنّك البروسي أوتو فون بسمارك على تشكيل الاتحاد الألماني الشمالي، الذي تضمن بقية الولايات الألمانية ووسَّع سلطة بروسيا. استخدم بسمارك الحرب الفرنسية البروسية (1870-1871) على أنها حجّة إقناع للولايات الألمانية الأخرى، بما في ذلك مملكة بافاريا، كي تتحالف مع بروسيا ضد الإمبراطورية الفرنسية الثانية. نتيجة الانتصار السريع لبروسيا، حُسِمت المسألة وتشكلت القيصرية الألمانية «ألمانيا الصغرى (بالألمانية: Kleindeutsch)» في عام 1871 تحت قيادة بسمارك ومملكة بروسيا (مستبعدةً النمسا). بالإضافة إلى ضمان السيطرة البروسية على ألمانيا الموحدة، كان استبعاد النمسا كفيلًا بأن تتمتع ألمانيا بأغلبية بروتستانتية كبيرة.
نصَّت التسوية النمساوية المجرية لعام 1867،(تسوية آوسغلايش – بالألمانية: Ausgleich )، على سيادة مزدوجة للإمبراطورية النمساوية ومملكة المجر، تحت حكم الإمبراطور فرانتس يوزيف الأول. تضمن الحكم المجري النمساوي لهذه الإمبراطورية المتنوعة مجموعات عرقية مختلفة عديدة بما في ذلك الهنغاريين أو المجريين، والمجموعات العرقية السلافية مثل الكروات والتشيك والبولنديين والروس والصرب والسلوفاك والسلوفينيين والأوكرانيين، والإيطاليين والرومانيين الذين حكمتهم أقليَّة ألمانية أيضًا. سببت الإمبراطورية توترات بين الجماعات العرقية المختلفة. أظهر العديد من عوام الألمان النمساويين الولاء لبسمارك ولألمانيا فقط، إذ ارتدوا رموزًا حُظِرت مؤقتًا في المدارس النمساوية ودعوا إلى حلّ الإمبراطورية للسماح بضم النمسا إلى ألمانيا. على الرغم من موافقة العديد من النمساويين على أفكار الوحدة الألمانية، استمر الكثير منهم بإبداء ولائهم لمَلَكية هابسبورغ آملين أن تبقى النمسا دولة مستقلة. بعد أن حاز النازيون على السلطة في ألمانيا في عام 1933، لجؤوا لاستخدام البروباغندا في محاولة لإجبار النمساويين على الدعوة إلى عملية ضم «آنشلوس» إلى الرايخ الألماني باستخدام شعارات مثل آين فولك، وآين رايخ، وآين فوهرر «شعب واحد، وإمبراطورية واحدة، وقائد واحد».

### النمسا خلال الجمهورية النمساوية الأولى  1918–1934
بحلول نهاية الحرب العالمية الأولى، كان قد مضى على استبعاد النمسا من الشؤون الألمانية الداخلية أكثر من خمسين عامًا منذ صلح براغ الذي أنهى الحرب البروسية النمساوية لعام 1866.
أيّدت النخبة والرأي الشعبي في النمسا بعد عام 1918 بشدة قيام نوع من أنواع الاتحاد مع ألمانيا، لكن حُظِر ذلك صراحةً ضمن معاهدات السلام. انفصلت الإمبراطورية النمساوية المجرية في عام 1918، وفي 12 نوفمبر من ذلك العام، أعلن عن قيام الجمهورية الألمانية النمساوية. صاغت الجمعية الوطنية المؤقتة بصياغة دستور مؤقت نصَّ على أن «دولة النمسا الألمانية تعتبر جمهورية ديمقراطية» (المادة 1) و «دولة النمسا الألمانية هي جزء من الجمهورية الألمانية» (المادة 2). حصدت الاستفتاءات الشعبية اللاحقة في ولايتي تيرول وسالزبورغ على الحدود الألمانية على أغلبية 98% و %99  (كمدينة فايمار) لصالح الاتحاد مع جمهورية ألمانيا.
إثر تداعيات الحظر المفروض على قيام الآنشلوس، أشار الألمان في كل من النمسا وألمانيا إلى تناقض في مبدأ تقرير المصير الوطني كونه فشل في منح الألمان العرقيين (مثل النمساويين الألمان وألمان السوديت) الحق بتقرير المصير خارج الرايخ الألماني.
حظرت معاهدة فرساي ومعاهدة سان جرمان (جرى التوقيع عليهما في عام 1919) بشكل صريح الإدماج السياسي للنمسا في الدولة الألمانية. انتقد هذا الإجراءَ هوغو بروس، المسؤول عن صياغة دستور جمهورية فايمار الألمانية، الذي رأى أن الحظر يتناقض مع مبدأ ويلسون في حق الشعوب بتقرير المصير، والذي يهدف إلى المساعدة بعملية إحلال السلام في أوروبا. بعد ما خلفته الحرب العالمية الأولى من دمار، كانت فرنسا وبريطانيا تخشيان قوة ألمانيا الكبرى وبدأتا بإضعاف الدولة الحالية.
لعبت الحركة الخصوصية (الانصرافية) النمساوية[بحاجة لتوضيح] خاصة بين طبقة النبلاء، دورًا في صناعة القرارات؛ إذ اتَّبعت النمسا الرومانية الكاثوليكية، بينما هيمن البروتستانت على ألمانيا، وخاصة داخل الحكومة (إذ كان النبلاء البروسيون، مثلًا، لوثريين).
تضمن دستورا جمهورية فايمار والجمهورية النمساوية الأولى هدف التوحيد السياسي، الذي حظي بدعم واسع من الأحزاب الديمقراطية. في أوائل الثلاثينيات، سيطر الدعم الشعبي في النمسا للوحدة مع ألمانيا، ونظرت الحكومة النمساوية في اتحاد جمركي محتمل مع الجمهورية الألمانية في عام 1931.

### ألمانيا النازية والنمسا
عندما اعتلى النازيون السلطة في جمهورية فايمار، بقيادة أدولف هتلر، انسحبت الحكومة النمساوية من العلاقات الاقتصادية. كان للنمسا نصيب من الاضطراب الاقتصادي لأزمة الكساد الاقتصادي الكبير، بارتفاع معدل البطالة، والتجارة والصناعة غير المستقرة. خلال عشرينيات القرن الماضي كانت النمسا هدفًا لرأس المال الاستثماري الألماني. بحلول عام 1937، زادت عملية إعادة تسلح الرايخ الثالث السريعة من اهتمام برلين بضم النمسا الغنية بالمواد الخام والقوى العاملة. زودت ألمانيا بالمغنيزيوم ومنتجات صناعات الحديد والنسيج والآلات. امتلكت احتياطي من الذهب والعملات الأجنبية، والعديد من العمال المهرة العاطلين عن العمل، ومئات من المصانع الخاملة، والموارد المائية الضخمة ذات الإمكانات الكبيرة.
تشرّب هتلر، الألماني نمساوي المولد، أفكاره القومية الألمانية في سن مبكرة. أثناء اختراقه لحزب العمال الألماني (داب)، انخرط هتلر في جدال سياسي ساخن مع أحد الزائرين، البروفيسور باومان، الذي اقترح أن تنفصل بافاريا عن بروسيا وأن تؤسس دولة ألمانية جنوبية جديدة مع النمسا. في مهاجمته الشديدة لحجج الرجل، ترك انطباعًا لدى أعضاء الحزب الآخرين بمهاراته الخطابية، ووفقًا لهتلر، غادر «البروفيسور» القاعة معترفًا بهزيمة قاطعة. معجبًا بهتلر، دعاه أنتون دريكسلر للانضمام إلى حزب العمال الألماني. وافق هتلر في 12 سبتمبر 1919، ليصبح العضو رقم 55 في الحزب. بعد أن أصبح زعيم حزب العمال الألماني، خاطب هتلر حشدًا في 24 فبراير 1920، وفي محاولة لجذب شرائح أوسع من السكان الألمان، أعيد تسمية حزب العمال الألماني باسم حزب العمال القومي الاشتراكي الألماني (الحزب النازي) (NSDAP).
أعلن برنامج الاشتراكية القومية لعام 1920 بنده الأول، «نطالب بتوحيد جميع الألمان في ألمانيا الكبرى على أساس حق الشعب في تقرير المصير». ناقش هتلر في مقال عام 1921 بأن الرايخ الألماني تبنّى مهمة واحدة تمثّلت «بدمج عشرة ملايين ألماني نمساوي في الإمبراطورية وإزاحة عائلة هابسبورغ الحاكمة، التي تعتبر أتعس سلالة حاكمة على الإطلاق». سعى النازيون لتوحيد جميع الألمان ممن ولدوا أو عاشوا خارج الرايخ لإنشاء «الرايخ الألماني المطلق». كتب هتلر في كتابه «كفاحي» (بالألمانية: Mein Kampf)(1925) أنه سينشئ اتحادًا بين مسقط رأسه النمسا وألمانيا بشتَّى الوسائل الممكنة.
هيمن الحزب الاشتراكي المسيحي الكاثوليكي القومي المناهض للآنشلوس (CS) في أواخر عشرينيات القرن الماضي على الجمهورية النمساوية الأولى التي تفكّكت تدريجيًا منذ عام 1933 (بحلّ البرلمان وفرض حظر على الاشتراكيين الوطنيين النمساويين) حتى عام 1934 (مع نشوب الحرب الأهلية النمساوية في فبراير وفرض حظر على جميع الأطراف المتبقية باستثناء حزب CS). تطورت الحكومة إلى حكومة نقابوية (تشاركية) مؤلفة من حزب واحد جمع بين الحزب الاشتراكي المسيحي وقوات الحرس الوطني شبه العسكرية «هايمفير» (بالألمانية: (Heimwehr).
تركَّزت السلطة في مكتب المستشار، الذي كان قد مُنِح سلطة الحكم بالمراسيم. شكلَّت هيمنة الحزب الاشتراكي المسيحي (ذو السياسات الاقتصادية القائمة على المنشور البابوي «حقوق وواجبات رأس المال والقوى العاملة»، «باللاتينية: Rerum novarum») ظاهرة نمساوية غريبة. ضمَّت الهوية الوطنية للنمسا عناصر كاثوليكية قوية جرى دمجها في الحركة، عن طريق النزعات الاستبدادية الكهنوتية التي افتقرت النازية لوجودها. انحاز انغلبرت دولفوس وخَلَفَه كورت شوشنيغ، إلى حكومة بينيتو موسوليني الإيطالية للإلهام والدعم. غالبًا ما أُشير إلى النقابوية الدولانية على أنها فوهة مدفع الفاشية النمساوية كونها تشابه الفاشية الإيطالية أكثر من التشاركية الوطنية الألمانية، وقد وُصِفت كشكل من أشكال الفاشية الكهنوتية.
أيّد موسوليني استقلال النمسا، وعُزِي ذلك بدرجة كبيرة إلى قلقه من أن هتلر سيمارس ضغوطًا في نهاية المطاف بهدف إعادة الأراضي الإيطالية التي كانت قد حكمتها النمسا سابقًا. لكن موسوليني احتاج إلى الدعم الألماني في إثيوبيا (انظر الحرب الإيطالية الإثيوبية الثانية). بعد تلقيه ضمانًا من هتلر شخصيًا بأن ألمانيا لن تسعى للحصول على تنازلات إقليمية من إيطاليا، بدأ موسوليني علاقة انتفاع مع برلين بدأت مع محور برلين-روما عام 1937.

### الفترة الممتدة من الحرب الأهلية النمساوية حتى الآنشلوس
أخفق الحزب النازي النمساوي بالفوز بأيّ مقاعد في الانتخابات العامة التي جرت في نوفمبر 1930، لكن زادت شعبيته في النمسا بعد اعتلاء هتلر سدَّة الحكم في ألمانيا. بدأت فكرة انضمام البلد إلى ألمانيا بالنمو أيضًا، ولكان من الممكن تحقيق اتحاد الآنشلوس عبر عملية ديمقراطية لو لم يبدأ النازيون النمساويون حملتهم الإرهابية. كتب جون غونتر في عام 1936، «في عام 1932، كانت النمسا على الأرجح مؤيدة لعملية الآنشلوس بنسبة ثمانين بالمئة». 
اتَّبع كورت شوشنيغ نهجًا سياسيًا مماثلًا لسلفه دولفوس. في عام 1935 استخدم شوشنيغ الشرطة لقمع مؤيدي النازيين. تضمنت ممارسات الشرطة في عهد شوشنيغ جمع النازيين (والديمقراطيين الاشتراكيين) واحتجازهم في معسكرات الاعتقال. ركزت الفاشية النمساوية بين عامي 1934 و 1938 على تاريخ النمسا وعارضت ضم النمسا لألمانيا النازية (حسب الفلسفة التي نصَّت على أن النمساويين هم «ألمانيون أعلى منزلة»). ووصف شوشنيغ النمسا بأنها «دولة ألمانية أفضل» لكنه صارع للحفاظ على استقلال النمسا.
في محاولة لتهدئة شوشنيغ، ألقى هتلر خطابًا في الرايخستاغ ذكر فيه: «ليس لدى ألمانيا أي نيّة أو رغبة في التدخل في الشؤون الداخلية للنمسا، أو ضم النمسا أو استكمال عملية الآنشلوس»
بحلول عام 1936 أُلحِقت أضرار جسيمة بالنمسا إثر حركة مقاطعة ألمانيا. في ذلك الصيف، أخبر شوشنيغ موسوليني أن بلاده يجب أن تتوصل إلى اتفاق مع ألمانيا. في 11 يوليو 1936، وقّع شوشنيغ اتفاقًا مع السفير الألماني فرانز فون بابن، وافق فيه على إطلاق سراح النازيين المسجونين في النمسا، ووعدت ألمانيا باحترام السيادة النمساوية بالمقابل. بموجب شروط المعاهدة النمساوية الألمانية، أعلنت النمسا نفسها «ولاية ألمانية» تتبع دومًا القيادة الألمانية في سياستها الخارجية، وسُمِح لأعضاء «المعارضة الوطنية» بدخول مجلس الوزراء، مقابل وعد النازيين النمساويين بوقف هجماتهم الإرهابية ضد الحكومة. لم يكتفِ هتلر بهذا الأمر ونمت قوة النازيين النمساويين المواليين لألمانيا. 

في سبتمبر 1936، أطلق هتلر الخطة الاقتصادية الرباعية (خطة الأربع سنوات) التي دعت إلى زيادة هائلة في الإنفاق العسكري وجعل ألمانيا مكتفية ذاتيًا قدر الإمكان بهدف تحضير الرايخ لخوض حرب عالمية بحلول عام 1940. تطلبت الخطة الرباعية استثمارات ضخمة في أعمال الصلب للرايخزفيرك (بالألمانية: Reichswerke)، وهو برنامج لتطوير النفط التصنيعي الذي سرعان ما تجاوز الميزانية بشدة، وبرامج لإنتاج المزيد من المواد الكيميائية والألمنيوم؛ دعت الخطة إلى سياسة استبدال الواردات وترشيد الصناعة لتحقيق أهدافها التي فشلت بالكامل. مع حياد الخطة الرباعية أكثر فأكثر عن أهدافها، بدأ هيرمان غورينغ، رئيس مكتب الخطة الرباعية، بالضغط لصالح قيام الآنشلوس لتأمين الحديد النمساوي والمواد الخام الأخرى كحل لمشاكل الخطة الرباعية. إذ كتب المؤرخ البريطاني السير إيان كيرشو:
... في بادئ الأمر، كان هيرمان غورينغ، القريب من بلوغ ذروة سلطته، أكثر بكثير من اقتراب هتلر للسلطة آنذاك، هو من استلم زمام السلطة ودفع بقوة إلى حل مبكر وجذري «للمسألة النمساوية» على مدار عام 1937. لم يكن غورينغ يعمل ببساطة كوكيل لهتلر في الأمور المتعلقة «بالمسألة النمساوية». اختلف نهجه في التركيز في نواحٍ مهمة ... لكن مفاهيم غورينغ الواسعة للسياسة الخارجية، والتي دفعها إلى حد كبير بمبادرته الخاصة في منتصف ثلاثينيات القرن الماضي، استفادت أكثر من المفاهيم التقليدية الألمانية لسياسات السلطة القومية لتحقيق الهيمنة في أوروبا أكثر من التركيز على إيديولوجية هتلر الدوغماتية العرقية (العقائدية المتعصبة).
أولى غورينغ اهتمامه لعودة المستعمرات الألمانية السابقة في إفريقيا أكثر مما فعل هتلر، الذي آمن حتى عام 1939 بإمكانية تحقيق تحالف أنجلو-ألماني (فكرة تخلى هتلر عنها بحلول أواخر عام 1937)، وأراد دخول أوروبا الشرقية بأكملها في منطقة النفوذ الاقتصادي الألماني. لم يتفق غورينغ مع رغبة هتلر في سياسة الليبنسراوم «أماكن إعاشة» (بالألمانية: Lebensraum) إذ كان مجرد وجود أوروبا الشرقية داخل منطقة النفوذ الاقتصادي الألماني كافيًا بالنسبة له. ضمن هذا السياق، مثَّل ضم النمسا لألمانيا المفتاح لإدخال أوروبا الشرقية إلى المساحة الاقتصادية الكبرى التي رغب غورينغ بها (بالألمانية: Grossraumwirtschaft).
مواجهًا مشاكل الخطة الرباعية، أصبح غورينغ صاحب الصوت الأعلى في ألمانيا، داعيًا إلى آنشلوس، حتى مع خطر فقدان التحالف مع إيطاليا. في أبريل 1937، في خطاب سرّي أمام مجموعة من رجال الصناعة الألمان، صرّح غورينغ بأن الحل الوحيد للمشاكل المتعلقة بتحقيق أهداف إنتاج الصلب المنصوص عليها في الخطة الرباعية هو ضم النمسا الغنية بالحديد كما أشار غورنغ في خطابه. لم يحدد غورنغ موعدًا محددًا للآنشلوس، ولكن بالنظر إلى ضرورة تحقيق أهداف الخطة الرباعية جميعها بحلول سبتمبر 1940، ومع المشكلات المتعلقة بتحقيق أهداف إنتاج الصلب آنذاك، فقد شكّل ذلك مؤشرًا لرغبته بقيام الآنشلوس في المستقبل القريب جدًا.

## الممارسات المعادية لليهودية
بدأت الحملة ضد اليهود مباشرة بعد الآنشلوس. إذ جرى اقتيادهم في شوارع فيينا، ونُهبت منازلهم ومتاجرهم. أُجبر الرجال والنساء اليهود على إزالة الشعارات المؤيدة للاستقلال المكتوبة في شوارع فيينا قبيل إجراء الاستفتاء العام الفاشل في 13 مارس. أجبر حزب SA (حزب كتيبة العاصفة النازي) الممثلات اليهوديات من مسرح  جوزيفشتات على تنظيف الحمامات. بدأت عملية الاصطفاء الآري، واستُبعِد اليهود على إثرها من الحياة العامة خلال أشهر. بلغت هذه الأحداث ذروتها في مجزرة ليلة الزجاج المكسور أو ليلة البلور (بالألمانية: Kristallnacht) التي وقعت في 9-10 نوفمبر 1938. دُمِّرت جميع الكنس والمعابد اليهودية ودور الصلاة في فيينا، وفي مدن نمساوية أخرى مثل سالزبورغ أيضًا. كان معبد شتاتتيمبل (بالألمانية: Stadttempel) الناجيَ الوحيد بسبب موقعه ضمن منطقة سكنية ما حال دون احتراقه. نُهِبت معظم المتاجر اليهودية وأُغلقَت. وأُلقي القبض على أكثر من 6000 يهودي بين عشية وضحاها، فرُحِّل معظمهم إلى معسكر الاعتقال داكاو في الأيام التي تَلَت الاعتقال. عُزِّزت قوانين نورمبرغ المطبَّقة في النمسا من مايو 1938، في وقت لاحق بعدد لا يحصى من المراسيم المعادية للسامية. سُلِب اليهود حرياتهم تدريجيًا، وحُظِروا من مزاولة جميع المهن تقريبًا، وأُغلقت أبواب المدارس والجامعات أمامهم، وأُجبِروا على ارتداء الشارة الصفراء بدءًا من سبتمبر 1941.
حلَّ النازيون المنظمات والمؤسسات اليهودية، على أمل إجبار اليهود على الهجرة. بالفعل نجحت خططهم، إذ بحلول نهاية عام 1941، كان قد غادر فيينا نحو 130000 يهودي، ذهب 30000 منهم إلى الولايات المتحدة. تركوا وراءهم جميع ممتلكاتهم، لكنهم أُجبروا على دفع ضريبة طيران الرايخ، وهي ضريبة مفروضة على جميع المهاجرين من ألمانيا النازية، حصل البعض على دعم مالي من منظمات المعونة الدولية حتى يتمكنوا من دفع هذه الضريبة. راح غالبية اليهود ممن أقاموا في فيينا ضحايا للهولوكوست (المحرقة) في نهاية المطاف. نجا أقل من 2000 يهودي من بين أكثر من 65000 من يهود فيينا الذين رُحِّلوا إلى معسكرات الاعتقال.

## مواضيع ذات صلة
- ألمانيا النازية
- تاريخ النمسا
- الاتحاد الديمقراطي النمساوي